# Huaxiadraco
Huaxiadraco corollatus
Genre
Espèce
Synonymes
- †Huaxiapterus corollatus Lü et al., 2006

Huaxiadraco est un genre fossile de ptérosaures du clade des tapéjaromorphes. La seule espèce est Huaxiadraco corollatus. Huaxiadraco a vécu en Chine où ses restes fossiles ont été découverts dans la formation géologique de Jiufotang près de la ville de Cháoyáng dans la province du Liaoning. Cette formation est datée du Crétacé inférieur (Aptien inférieur), il y a environ 120 Ma (millions d'années).

## Taxonomie
En 2006, Lü Junchang a nommé Huaxiapterus corollatus, « le sacré ». Plus tard, Lü et al. (2007) ont décrit Huaxipaterus benxiensis sur la base du squelette BXGM V0011,. Comme l'espèce précédente, son appartenance au genre Huaxiapterus est remise en cause ; elle devra être réattribuée à un nouveau genre ou à un genre existant,. En 2023, Rodrigo V.Pêgas, Zhou Xuanyu, Jin Xingsheng, Wang Kai et Ma Waisum ont nommé le genre Huaxiadraco. Le nom du genre relie une ancienne désignation chinoise Hua Xia, « Magnificent Grandeur », au latin draco, « dragon ». L'espèce type est l'original Huaxiapterus corollatus. La combinatio nova est Huaxiadraco corollatus.
L'holotype ZMNH M813 a été trouvé près de Chaoyang dans le Liaoning dans une couche de la Formation de Jiufotang. Il se compose d'un squelette avec crâne. D2525, BPMC 103, BPMC 104 et BPMC 105 ont été attribués à l'espèce.